# حالا نگاهش کن
 «حالا نگاهش کن» (به انگلیسی: Look at Her Now) ترانه ای است از سلنا گومز، خواننده آمریکایی است که در تاریخ ۲۴ اکتبر ۲۰۱۹ توسط اینترسکوپ رکوردز به عنوان دومین تک آهنگ از سومین آلبوم استودیویی‌اش، کمیاب (۲۰۲۰) یک روز پس از «تو را از دست دادم تا خودم را دوست داشته باشم» منتشر شد. این ترانه توسط گومز، جولیا مایکلز، جاستین ترانتر و تهیه‌کننده آن ایان کرکپاتریک نوشته شده‌است. این ترانه از منتقدان موسیقی تقدیر شد و بسیاری پیام اعتماد به نفس آن را تحسین کردند.

## نماهنگ
نماهنگ همزمان با پخش این ترانه منتشر شد، از گومز و رقصندگان پس زمینه بهره می‌برد که یک چادر بسیار رنگارنگ می‌رقصند و مانند تو را از دست دادم تا خودم را دوست داشته باشم به‌طور کامل روی آیفون ۱۱ پرو فیلمبرداری و همچنین توسط سوفی مولر کارگردانی شده‌است. این نماهنگ از سبک پاپ و آراندبی در اوایل دهه ۲۰۰۰ الهام گرفته شده‌است، به‌طور خاص به نماهنگ‌های بریتنی اسپیرز، آلیا و میسی الیوت اشاره می‌کند.

## اجراهای زنده
این آهنگ به همراه «تو را از دست دادم تا خودم را دوست داشته باشم» برای اولین بار در جوایز موسیقی آمریکا به عنوان افتتاحیه در ۲۴ نوامبر ۲۰۱۹ اجرا شد.